# Teinostoma solida
Teinostoma solida är en snäckart som först beskrevs av Dall 1889.  Teinostoma solida ingår i släktet Teinostoma och familjen Vitrinellidae. Inga underarter finns listade i Catalogue of Life.